# Gadeok-myeon
Gadeok-myeon (koreanska: 가덕면) är en socken i stadsdistriktet Sangdang-gu i kommunen Cheongju i Sydkorea.
Den ligger i provinsen Norra Chungcheong, i den centrala delen av landet, 120 km söder om huvudstaden Seoul.